# Пьотър Ярошевич
Пьо̀тър Ярошѐвич (на полски: Piotr Jaroszewicz, 8 октомври 1909, Несвиж (Беларус), Руска империя – 1 септември 1992, Варшава, Полша) е полски партиен и държавен деец.
Член на Полската работническа партия от 1944 г. Член на Полската обединена работническа партия (ПОРП) от създаването ѝ през 1948 г.

## Биография
По професия е учител. След германската окупация на Полша (1939) емигрира в СССР. Там през 1943 г. постъпва като доброволец в полската армия и участва във войната като политически офицер до завършването ѝ. Достига до длъжност политически заместник-командващ 1-ва полска армия (с ранг на генерал).
От края на 1945 г. е заместник-министър на народната отбрана. От 1952 до 1970 г. е подпредседател на Министерския съвет и за кратко (1954 – 1956) е министър на минната промишленост. Постоянен представител е на Полша в Съвета за икономическа взаимопомощ в Москва (1956 – 1970).
От 1948 г. е член на ЦК на ПОРП. От 1964 г. е кандидат-член на Политбюро. От декември 1970 г. е член на Политбюро на ЦК на ПОРП и председател на Министерския съвет.
Убит е със съпругата му при загадъчни обстоятелства в предградие на Варшава на 1 септември 1992 г.